# Melitaea postaustrobscura
Melitaea postaustrobscura är en fjärilsart som beskrevs av Ruggero Verity 1950. Melitaea postaustrobscura ingår i släktet Melitaea och familjen praktfjärilar. Inga underarter finns listade i Catalogue of Life.